# سیوداد دل استه
سیوداد دل استه (به اسپانیایی: Ciudad del Este) شهری در کشور پاراگوئه، استان آلتو پارانا است که جمعیت آن در سرشماری سال ۲۰۰۲ میلادی ۲۲۲٫۲۷۴ نفر بوده‌است. 
سیوداد دل استه یک شهر میانگاهی است که جریان کالاهای جهانی را از شرق آسیا به طبقه متوسط رو به رشد برزیل تسهیل می‌کند.

## نگارخانه

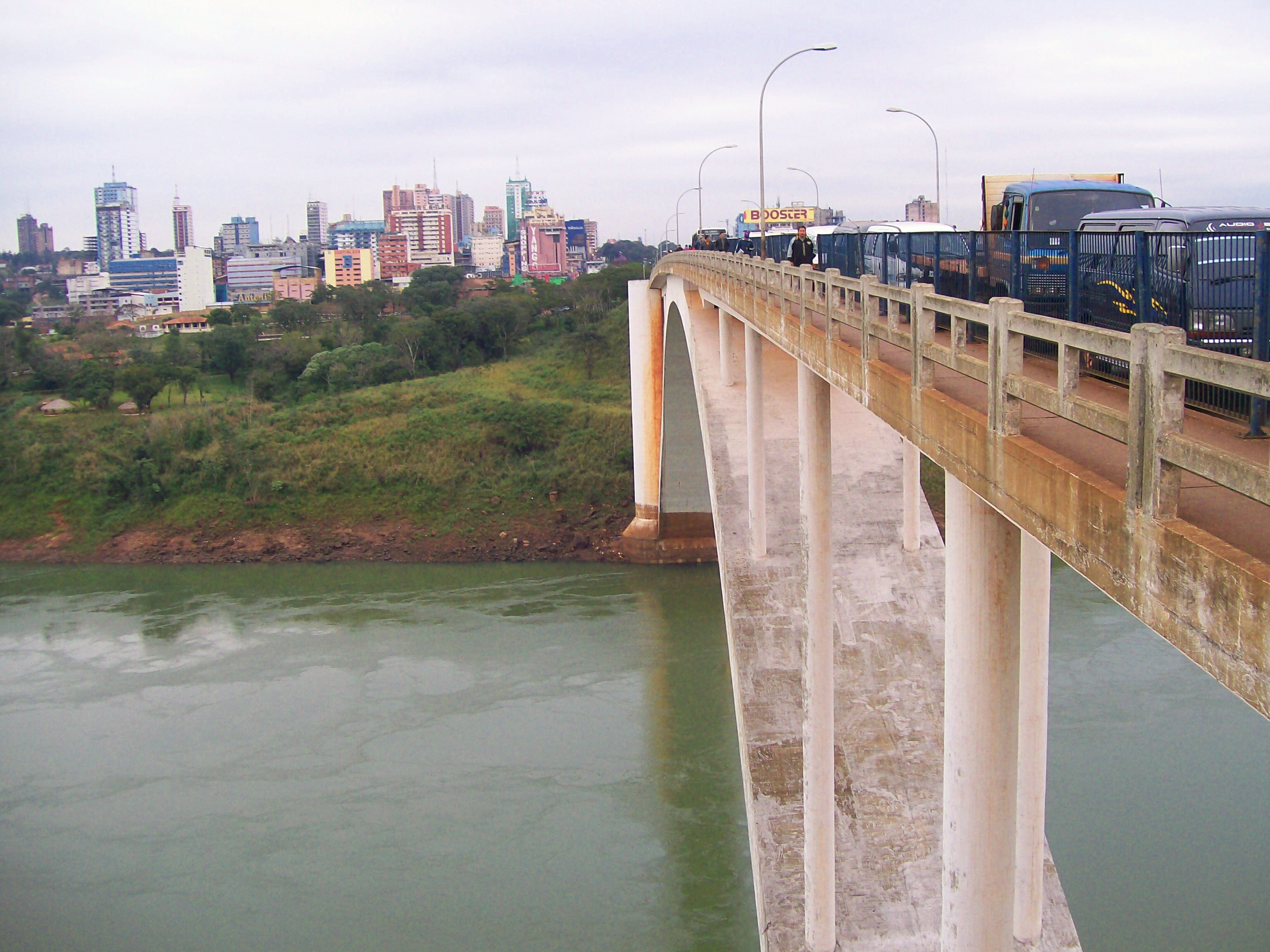
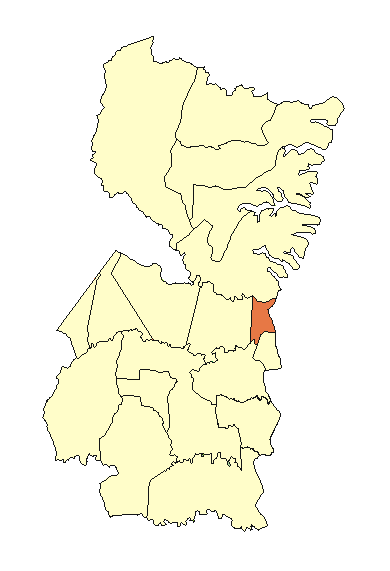
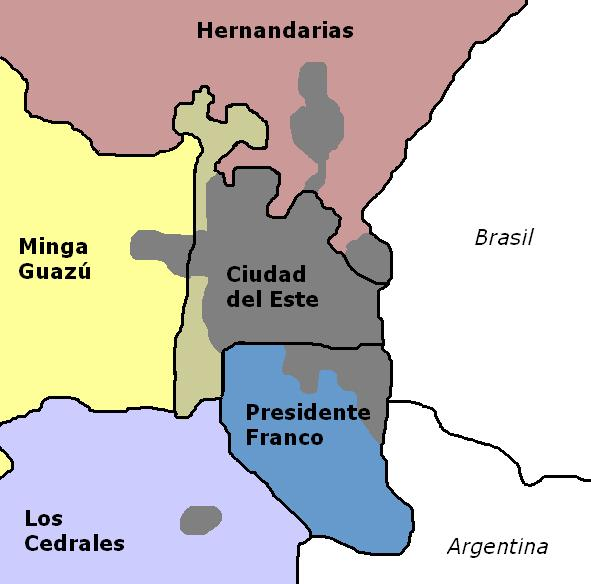